# Sitio del Palmar
Sitio del Palmar är en ort i Mexiko.   Den ligger i kommunen San Luis Amatlán och delstaten Oaxaca, i den sydöstra delen av landet, 400 km sydost om huvudstaden Mexico City. Sitio del Palmar ligger 1 567 meter över havet och antalet invånare är 418.
Terrängen runt Sitio del Palmar är kuperad. Runt Sitio del Palmar är det glesbefolkat, med 10 invånare per kvadratkilometer. Närmaste större samhälle är Coatecas Altas, 19,3 km väster om Sitio del Palmar. I omgivningarna runt Sitio del Palmar växer huvudsakligen savannskog.